# Mit all meinem Wesen
Mit all meinem Wesen ist das bislang einzige Album der Soulsängerin Franziska. Produzenten waren Tim Nowack und Rolf Zischka. Einzige Singleauskopplung war Schau mir ins Gesicht, die Ende Mai 2003 Platz 81 der deutschen Albumcharts erreichte und zu der ein Video entstand. Dem Album selbst blieb ein Einstieg in die Hitparaden verwehrt, obwohl die meisten Kritiken positiv ausfielen und vor allem die gesangliche Leistung der Künstlerin lobten.

## Entstehung
2002 hatte die damals 17-jährige Franziska ein Demo- sowie ein Videoband, das sie bei einem Auftritt in einem Club zeigte, an die in Frankfurt am Main ansässige Plattenfirma 3P geschickt. Deren Mitarbeiter waren von der Sängerin so begeistert, dass 3P sich entschloss, sie unter Vertrag zu nehmen. Daraufhin wurde sie zu dem Produzenten Tim Nowack aus Stuttgart vermittelt, der bei einem Treffen, das im Sommer desselben Jahres stattfand, in ihr ebenfalls Potenzial sah. Schon kurze Zeit später arbeitete er erste Entwürfe für Lieder aus, die er zusammen mit der Künstlerin aufnahm. Da Franziska zu diesem Zeitpunkt noch zur Schule ging, entstand das Album weitestgehend an Wochenenden. Die Co-Produktion und das Engineering übernahmen Rolf Zischka und Frank Pilsl; letzterer war für die Abmischung verantwortlich. Weitere Koproduzenten auf einzelnen Stücken waren Benno Richter und der Tübinger Drum-and-Bass-Musiker Simon V. Nowack war bei allen 14 Stücken am Songwriting beteiligt; Franziska selbst schrieb an den Texten von Du fehlst mir und Sag mir wer du bist mit. Der größte Teil der Aufnahmen fand bei DOUBLEHEAD music & soundtracks in Stuttgart statt, lediglich bei Halt mich fest fanden einzelne im am5-Studio in Fellbach statt. Das Mastering wurde im Tucan-Studio in Kornwestheim fertiggestellt. Die Aufnahmen für das Album, die hauptsächlich im Winter 2002/2003 sowie im anschließenden Frühjahr stattgefunden hatten, dauerten etwa ein Jahr.

## Musik

### Besetzung
Nowack selbst spielte alle Keyboards ein, ebenso arrangierte und dirigierte er alle Streicher. Er sowie Benno Richter und Simon V zeigten sich außerdem für das Programmierung der Beats bei einzelnen Liedern verantwortlich.
Ebenfalls an der Entstehung des Albums beteiligt waren Hanfreich (Violoncello auf 1), Jens Kouros (Gitarre auf 3, 4, 5, 6), Mickey Meinert (Gitarre auf 3, 4, 5, 6), Frank Pilsl (Gitarre auf 2, 3, 4, 7, 9 und Gitarrensolo auf 4), Benno Richter (Bässe auf 1, 4, 5, 7, 8, 9, 10, 11, 13), Charles Simmons (Backgroundgesang auf 6), Fabian Wendt (Bass auf 3, 14), Johanna Durczok, Felicitas Laxa, Gabriel Meyer, Margarete Ort, Britta Schwinghammer, Joanna Turska (Violinen auf 3, 9, 13), Iryna Bayeva, Yuichi Yazaki (Bratschen auf 3, 9, 13), Johann Ludwig, Evgeni Sakakuschev (Violoncelli auf 3, 9, 13).

### Stil
Das Album ist stilistisch den Genres Pop und Soul zuzuordnen. Dadurch, dass Produzent Tim Nowack hauptsächlich Filmmusik komponiert, sind entsprechende Einflüsse zu erkennen. Durch die zahlreichen Gastmusiker und die entsprechende Instrumentierung flossen ebenso Elemente klassischer Musik mit ein. Unbeschreiblich tendiert stilistisch in Richtung Jazz. Mehrere Stücke wie Auch wenn ich mich frage, Steh einfach auf und Hab kein Recht verbreiten zum Teil eine orchestrale Atmosphäre. Dabei nimmt die Perkussion in allen Stücken nur wenig Raum ein, in manchen Liedern fehlt sie vollständig: So beschränkt sich Mit all meinem Wesen auf Begleitung mit Gitarre, Bass und Streicher, bei Sag mir wer du bist und Deine Hände dominiert die Klavierbegleitung.

### Texte
Die Texte drehen sich hauptsächlich um das Thema Liebe. Aus dem Rahmen fallen hierbei lediglich Steh einfach auf und Hab kein Recht. In ersterem wird einem anderen Menschen Mut gemacht, bei Hab kein Recht geht es um eine Person, die eine schwere Kindheit hatte und auf die schiefe Bahn geriet. Auch wenn ich mich frage thematisiert Beziehungsprobleme. In Schaum mir ins Gesicht und Halt mich fest wird einer anderen Person klargemacht, dass sie ihren Partner stets als Stütze betrachten könne. Unbeschreiblich schön thematisiert Verliebtsein. 
In den Texten werden häufig Metaphern verwendet:

„Mit all unseren Fragen verletzen wir das Ich das Leuchten der Sterne das langsam in uns erlischt“

„Siehst du den Baum wie er wächst wie er neu erblüht“

„Du bist der Sommerwind der mich einfach so mitnimmt“

## Gestaltung
Für die visuelle Gestaltung des Albums zeigte sich Jens Klingelhöfer verantwortlich. Auf dem Cover ist ein Foto zu sehen, das den Kopf der Sängerin zeigt. In der oberen Bildhälfte ist in eckigen, weißen Buchstaben der Schriftzug „franziska“ zu lesen, unmittelbar darunter in deutlich kleineren, ebenfalls weißen und eckigen Buchstaben „mit all meinem wesen“. Im Booklet, das überwiegend ockerfarben unterlegt ist, sind Bilder der Künstlerin in überwiegend nachdenklichen Posen enthalten. Sämtliche Fotografien stammen von David Cuenca.

## Rezeption
Obwohl das Album überwiegend positive Kritiken erhielt, verfehlte es die deutschen Charts. Konsens herrschte bei sämtlichen Rezensenten darüber, dass das Album durch die gesangliche Leistung der Künstlerin überzeuge. Pooltrax urteilte folgendermaßen: „Alle Titel, in denen einzig die Stimme das tragende Element ist, gehören zu den Highlight des Albums. […] Insgesamt 14 Titel hat das Debütalbum parat, einer schöner als der andere.“ Die Rheinische Post bezeichnete das Album als „mehr als gelungen“ und „erstaunlich reifes Debüt“. Der Gesang fasziniere „dabei mit zartbitterem Timbre, ohne in seichte Gewässer zu geraten“. laut.de vergab insgesamt drei von fünf Punkten und kam zu dem Fazit: „Allemal eine viel versprechende Jungspündin, und die genießen nicht nur im Fuß- oder Basketball etwas mehr Kritikerschutz als die alten Hasen. Im Altersstufen-Vergleich mit etwaigen Superstars erhellt ihr Stern ganze Milchstraßen, und nicht wie Alexander nur die Höhensonne in der Kellerkaribik. Und Bohlen'sche Hilfe hat sie bei geballter 3p-Power im Rücken ebenfalls nicht nötig.“ allesreal.de lobte den Gesang ebenfalls; ihr Auftritt zeuge „in jedem Fall von einer beträchtlichen Routine und einem gewissen Anspruch“. Andererseits wurde die geringe Abwechslung der Texte kritisiert.
Während Schau mir ins Gesicht 2003 auf einem Sampler und auf einem 2006 erschienenen Play-Station-2-Spiel vertreten ist, fand Steh einfach auf 2004 auf dem Labelsampler 3P Best of Vol. 1 Verwendung und Auch wenn ich mich frage 2005 auf 3p Nachtschicht Vol. 01. In der Folge „Tödlicher Leichtsinn“ der ZDF-Serie Die Rettungsflieger (Erstsendung am 28. September 2005) sind zwei jeweils einminütige Ausschnitte des Liedes „Halt mich fest“ zu hören.

## Single
Einzige Singleauskopplung bildete Schau mir ins Gesicht, die vorab bereits am 12. Mai 2003 erschien. Sie erreichte Platz 81 der deutschen Charts, in denen sie sich noch zwei weitere Wochen halten konnte. Zu dem Stück wurde ebenso in ein Video gedreht; Regisseurin war Katja Kuhl. Es zeigt die Sängerin an unterschiedlichen Orten in Südeuropa, meist in Begleitung einer männlichen Person, die ihren Freund darstellen soll, dazwischen werden immer wieder Szenen gezeigt, bei denen sie das Lied singt.

### Titelliste
1. Schau mir ins Gesicht (Original Mix)
2. Schau mir ins Gesicht (Onyuru Remix)
3. Schau mir ins Gesicht (Extended Bassdrum Mix)
4. Schau mir ins Gesicht (Bayz Benzon And A. Risto RMX)
5. Schau mir ins Gesicht (Marks Beat Mix)
6. Album Preview